# ضرب هادامار
ضرب هادامار (بالإنجليزية: Hadamard product)‏ في الرياضيات هي عملية ثنائية تأخذ مصفوفتين من نفس البعد و تعطي مصفوفة ثالثة كل عنصر {\displaystyle ij} هي جداء العناصر في {\displaystyle ij} لهاتين المصفوفتين. تمت تسمية هذا الضرب على شرف عالم الرياضيات الفرنسي جاك هآدمار، أو عالم الرياضيات الألماني ایسای شور.

ضرب هادامار

## تعريف
لمصفوفتين {\displaystyle A} و {\displaystyle B} التي لهما أبعاد {\displaystyle m\times n}، ضرب هادامار {\displaystyle A\circ B} أو {\displaystyle A\odot B} مصفوفة بنفس الأبعاد (أي {\displaystyle m\times n} ) يتم حساب قيمها على النحو التالي:
{\displaystyle (A\circ B)_{ij}=(A\odot B)_{ij}=(A)_{ij}(B)_{ij}.}
لم يتم تعريف هذا الضرب للمصفوفات ذات الأبعاد المختلفة.

## مثال
لمصفوفتين {\displaystyle A} و {\displaystyle B} ({\displaystyle 3\times 3}) ضرب هادامار يساوي:
{\displaystyle {\begin{bmatrix}a_{11}&a_{12}&a_{13}\\a_{21}&a_{22}&a_{23}\\a_{31}&a_{32}&a_{33}\end{bmatrix}}\circ {\begin{bmatrix}b_{11}&b_{12}&b_{13}\\b_{21}&b_{22}&b_{23}\\b_{31}&b_{32}&b_{33}\end{bmatrix}}={\begin{bmatrix}a_{11}\,b_{11}&a_{12}\,b_{12}&a_{13}\,b_{13}\\a_{21}\,b_{21}&a_{22}\,b_{22}&a_{23}\,b_{23}\\a_{31}\,b_{31}&a_{32}\,b_{32}&a_{33}\,b_{33}\end{bmatrix}}.}

## خواص
- إذا {\displaystyle A} و {\displaystyle B} المصفوفات التي لها نفس الأبعاد لا تزيد مرتبة ضرب هادمار عن رتب الضرب لمصفوفتين:[6]

{\displaystyle \operatorname {rank} (\mathbf {A} \circ \mathbf {B} )\leq \operatorname {rank} (\mathbf {A} )\operatorname {rank} (\mathbf {B} )}
- إذا {\displaystyle A} و {\displaystyle B} و {\displaystyle C} المصفوفات بنفس الأبعاد وکانت {\displaystyle k} رقمًا حقيقيًا ثم:

{\displaystyle {\begin{aligned}&\mathbf {A} \circ \mathbf {B} =\mathbf {B} \circ \mathbf {A} ,\\&\mathbf {A} \circ (\mathbf {B} \circ \mathbf {C} )=(\mathbf {A} \circ \mathbf {B} )\circ \mathbf {C} ,\\&\mathbf {A} \circ (\mathbf {B} +\mathbf {C} )=\mathbf {A} \circ \mathbf {B} +\mathbf {A} \circ \mathbf {C} ,\\&\left(k\mathbf {A} \right)\circ \mathbf {B} =\mathbf {A} \circ \left(k\mathbf {B} \right)=k\left(\mathbf {A} \circ \mathbf {B} \right),\\&\mathbf {A} \circ \mathbf {0} =\mathbf {0} \circ \mathbf {A} =\mathbf {0} .\end{aligned}}}
- للنواقل {\displaystyle x} و {\displaystyle y} ومصفوفاتهم القطرية {\displaystyle D_{x}} و {\displaystyle D_{y}} يتم إنشاء العلاقات التالية: [7]

{\displaystyle \mathbf {x} ^{*}(\mathbf {A} \circ \mathbf {B} )\mathbf {y} =\mathrm {tr} \left(\mathbf {D} _{\mathbf {x} }^{*}\mathbf {A} \mathbf {D} _{\mathbf {y} }\mathbf {B} ^{\mathsf {T}}\right),}
{\displaystyle {\begin{aligned}\sum _{i}(A\circ B)_{ij}&=\left(B^{\mathsf {T}}A\right)_{jj}\\&=\left(AB^{\mathsf {T}}\right)_{ii}.\end{aligned}}}
{\displaystyle \left(\mathbf {y} \mathbf {x} ^{*}\right)\circ \mathbf {A} =\mathbf {D} _{\mathbf {y} }\mathbf {A} \mathbf {D} _{\mathbf {x} }^{*}}
- لقيم ذاتية من المصفوفات {\displaystyle A} و {\displaystyle B} العلاقة التالية تحمل: [8]

{\displaystyle \prod _{i=k}^{n}\lambda _{i}(\mathbf {A} \circ \mathbf {B} )\geq \prod _{i=k}^{n}\lambda _{i}(\mathbf {A} \mathbf {B} ),\quad k=1,\ldots ,n,}

## وصلات داخلية
- مصفوفة (رياضيات)
- جاك هآدمار
- ضرب المصفوفات
- قيم ذاتية ومتجهات ذاتية
- مصفوفة قطرية